# Arth-Goldau

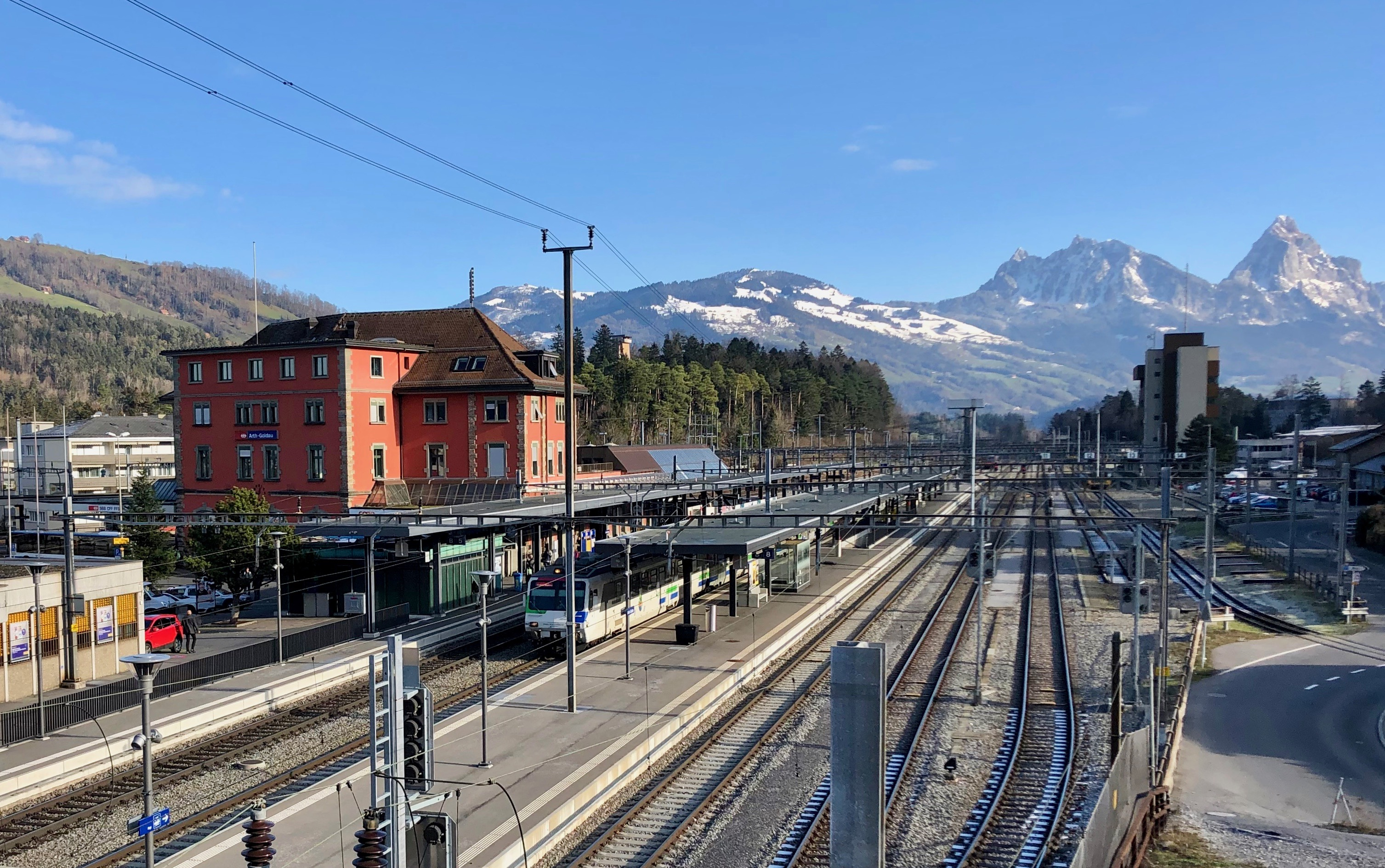
Station Arth-Goldau met op de voorgrond de sporen van de Gotthardspoorlijn

Arth-Goldau is een spoorwegstation in de Zwitserse gemeente Arth, in het kanton Schwyz. Het vorkstation is gelegen in het dorp Goldau, dat tot de gemeente Arth behoort. Het is een belangrijk knooppunt in het Zwitserse spoorwegnet aangezien het aan de Gotthardspoorlijn ligt en ook rechtstreeks met het station in Zürich is verbonden. Daarnaast is het nog eindpunt van de Schweizerische Südostbahn-verbinding met Rapperswil, en van de Arth-Rigi-Bahn, waarvan de perrons boven en dwars over de sporen van de Gotthardspoorlijn lopen.